# Seljak
Seljak je izraz koji označava poljodjelskog djelatnika koji ima prebivalište na selu, i koji za život zarađuje baveći se poljoprivrednim aktivnostima (poljodjelstvo, stočarstvo, ribolov, lov, pčelarstvo i sl.) bilo na svom, bilo na tuđim imanjima. 
U prošlosti, od nastanka civilizacije pa sve do industrijske revolucije i suvremenih trendova globalizacije, seljaci su činili većinu stanovništva u svim državama i kulturama. Kroz povijest seljaci su često bili u socijalnom položaju kmetova, pa i robova.
Industrijalizacijom srž ekonomske aktivnosti se počela prebacivati u gradove, a time je prestala važnost seljaka koji se s vremenom profiliraju u poseban društveni sloj, a i među njima postupno raste diferencijacija na podvrste slojeva kao što su seljaci-bezemljaši, siromašni seljaci, nadničari i bogati veleposjednici.
Seljaci su kroz povijest u pravilu bili previše zauzeti svakodnevnim poslovima da bi imali slobodnog vremena za obrazovanje i razvoj visoke kulture. Zbog toga su u pravilu bili manje obrazovani, a zbog zabačenosti sela u odnosu na gradove i manje izloženi dostignućima masovne kulture. Kao krajnja posljedica se razvio kulturni stereotip seljaka kao neobrazovanih, primitivnih, konzervativnih i zatucanih osoba. 
U nastojanju da se izbjegne negativne konotacije vezane uz riječ "seljak", koristio se termin poljoprivrednik, a u novije vrijeme anglicizam farmer.